# Dobrynin
Dobrynin (daw. Dobromin) – wieś w Polsce położona w województwie podkarpackim, w powiecie mieleckim, w gminie Przecław.

## Części wsi
| SIMC    | Nazwa    | Rodzaj     |
| ------- | -------- | ---------- |
| 0658567 | Debrzyna | część wsi  |
| 0658573 | Grądy    | część wsi  |
| 0658604 | Kozłówki | przysiółek |
| 0658580 | Ruda     | część wsi  |
| 0658596 | Zastawie | część wsi  |

## Historia
Pierwsze wzmianki o miejscowości pochodzą z 1619 roku. Działały w niej wówczas kopalnie rudy darniowej, z której pozyskiwano żelazo wykorzystywane przez miejscowe kowalstwo i ślusarstwo.
W 1944 roku mieszkańców wsi wysiedlono.
W latach 1975–1998 miejscowość administracyjnie należała do województwa rzeszowskiego.

## Religia
Parafię Najświętszej Maryi Panny Królowej Polski w Dobryninie erygowano w 1977 roku. W miejscowości istnieje kościół wybudowany w latach 1957-1960 według projektu Zdzisława Ochmana. 

## Kultura
W 1966 roku we wsi założono orkiestrę parafialną, którą przekształcono w 1982 roku w orkiestrę ochotniczej straży pożarnej.  